# 北流市
北流市（ほくりゅう-し）は、中華人民共和国広西チワン族自治区玉林市に位置する県級市。

## 行政区画
- 街道:陵城街道、城南街道、城北街道
- 鎮:北流鎮、新栄鎮、民安鎮、山囲鎮、民楽鎮、西垠鎮、新圩鎮、大里鎮、塘岸鎮、清水口鎮、隆盛鎮、大坡外鎮、六麻鎮、新豊鎮、沙垌鎮、平政鎮、白馬鎮、大倫鎮、扶新鎮、六靖鎮、石窩鎮、清湾鎮